# Werner Noack
Werner Otto Noack (* 1. Juni 1888 in Gießen; † 8. Mai 1969 in Freiburg im Breisgau) war ein deutscher Kunsthistoriker und Museumsdirektor.

## Leben
Noack wurde 1888 als Sohn des Gymnasiallehrers Karl Noack (* 1856) und dessen Frau Eveline, geb. Schellecks, in Gießen geboren. Er besuchte ab 1895 die Vorschule und anschließend das Landgraf-Ludwigs-Gymnasium in Gießen, das er 1907 mit dem Abitur abschloss. Von 1907 bis 1912 folgte ein Studium der Kunstgeschichte in Gießen, München, Berlin und Halle. 1912 wurde er mit einer Arbeit über Die Kirchen von Gelnhausen bei Adolph Goldschmidt in Halle zum Dr. phil promoviert. Er folgte Goldschmidt nach Berlin und war vom 1. April 1912 bis zum 31. Juli 1913 Assistent am Kunstgeschichtlichen Institut der Universität Berlin. Es folgten Reisen nach Italien, Frankreich und England. 1913 leistete er seinen Militärdienst als einjähriger Freiwilliger in Bischweiler (Elsass) beim Feldartillerieregiment 67 ab. Er nahm von 1914 bis 1918 am Ersten Weltkrieg in Frankreich und an der Ostfront teil, zuletzt als Regimentsadjutant. Von 1920 bis 1922 war er wissenschaftlicher Assistent am Städtischen Angermuseum in Erfurt.
Am 14. November 1922 wurde er zum Konservator (Direktor) der Städtischen Sammlungen Freiburg berufen. Unter seiner Leitung wurde das Augustinermuseum modernisiert. Anfang September 1939 wurde er mit der Bergung der wichtigsten Werke des Museums, der Münsterfenster und Altäre sowie der Werke aus Schlössern und Kirchen im Oberrheingebiet und Schwarzwald beauftragt. 1942 wurde er zum Honorarprofessor an der Universität Freiburg ernannt und lehrte dort regelmäßig. 1944 wurde er zum Volkssturm einberufen. 1946 eröffnete er die erste große Ausstellung nach dem Krieg im Augustinermuseum mit zurückgeführten Kunstwerken „Mittelalterliche Kunst am Oberrhein“. Zum 1. Juli 1953 trat er in den Ruhestand. Nach schwerer Krebsoperation konnte er nur noch an wenigen weiteren Aufsätzen arbeiten. 1969 starb er in Freiburg.
Noack war evangelisch und in zweiter Ehe mit der Kunsthistorikerin Ellen Lore Noack-Heuck verheiratet, mit der er zwei Töchter und einen Sohn hatte.

## Veröffentlichungen (Auswahl)
Siehe das vollständige Schriftenverzeichnis in Ingeborg Schroth u. a. (Hrsg.): Studien zur Kunst des Oberrheins. Festschrift für Werner Noack. Konstanz / Freiburg 1958, S. 171–175.
- Die Kirchen von Gelnhausen. Dissertation Universität Halle-Wittenberg 1912.
- Der Dom zu Bamberg. A. Hopfer, Burg b. Magdeburg 1925.
- Der Breisacher Hochaltar (= Deutsche Kunst Lieferung 8). Angelsachsen Verlag, Bremen 1942.
- Der Breisacher Altar in 48 Bildern. Langewiesche, Königstein i. Taunus 1950 (mit zwei Neuauflagen).